# Skattereform
En skattereform betegner en større samlet omlægning af skattesystemet, hvor man typisk sænker nogle skatter og forhøjer andre. En skattereform kan være finansieringsmæssigt neutral, sådan at den samlede skattebetaling ikke ændres som følge af skatteomlægningen, men blot fordeles anderledes. Den kan også være enten (delvis) ufinansieret, så den indebærer en samlet skattelettelse, eller overfinansieret, så nettovirkningen er en styrkelse af de offentlige indtægter. Motivet til at gennemføre en skattereform kan være at skabe et mere efficient skattesystem med færre forvridninger eller at fordele skattebyrden anderledes på de forskellige befolkningsgrupper eller en kombination.

## Skattereformer i Danmark de sidste 35 år
Skatteministeriet anfører på sin hjemmeside seks skattereformer og omlægninger i perioden 1987-2018. Derudover blev større omlægninger vedtaget i henholdsvis 2009 og 2012

### 1987-reformen
Skattereformen, der blev vedtaget i 1986 med virkning fra 1987, skabte det duale skatteprincip: Kapitalindkomst beskattes fremover med en lavere sats end arbejdsindkomst. Som følge heraf blev der skabt en særskilt virksomhedsskatteordning for selvstændige. Skatteværdien af rentefradrag og ligningsmæssige fradrag blev nedsat fra op til 73 % til ca. 50 %. Den øverste marginalskat på arbejdsindkomst nedsattes fra 73 til 68 %.

### 1994-skattereformen
Ved denne reform blev arbejdsmarkedsbidraget på 5 % i 1994, stigende til 8 % i 1997, indført. Sociale pensioner og kontanthjælp blev bruttoficeret, dvs. de blev gjort skattepligtige, men fik samtidig bruttobeløbet hævet, så den disponible udbetaling som udgangspunkt var uændret. Begreberne bundskat, mellemskat og topskat indførtes til afløsning af de hidtidige progressive skattetrin. Skatteloftet sænkedes efterhånden til 58 %. Samlet var der tale om en mindskelse af indkomstskatten, som bl.a. blev finansieret ved større brug af grønne afgifter. Omlægningen var underfinansieret i 1994 med 4-5 mia. kr. som led i den såkaldte "kickstart" af økonomien.

### 1999-skattereformen (Pinsepakken)
I pinsepakken vedtaget i foråret 1998 blev skatteværdien af rentefradraget sænket fra ca. 46 til ca. 32 %. Lejeværdien af egen bolig blev afskaffet og erstattet af det nye begreb ejendomsværdiskat. I øvrigt indeholdt omlægningen skattelettelser til de laveste indkomster, højere mellemskattegrænse, sænkning af skattesatserne på lønindkomst, højere skatteloft (til 59 %), forhøjelse af en række grønne afgifter. Samtidig blev den hidtidige realrenteafgift omlagt til en pensionsafkastskat. 

### Lavere skat på arbejdsindkomst og Forårspakke 1.0
Her er i virkeligheden tale om to tiltag: I 2003 blev vedtaget nogle skatteændringer under navnet "Lavere skat på arbejdsindkomst". De medførte en forhøjelse af mellemskattegrænsen med 12.000 kr. årligt i 2004-2007 og indførelse af et nyt beskæftigelsesfradrag. Samtidig blev bl.a. ældrechecken indført. I foråret 2004 blev indfasningen af disse elementer fremrykket som følge af "Forårspakke 1.0", så den fulde virkning kom allerede i 2004.

### Lavere skat på arbejde
Navnet på nogle tiltag, som forhøjede person- og beskæftigelsesfradrag i 2008 og 2009: Mellemskattegrænsen blev hævet, så den fra og med 2009 blev sammenfaldende med topskattegrænsen, og antallet af topskatteydere skulle fremover holdes konstant. 

### Skattereform 2009: Forårspakke 2.0
I denne skattereform, vedtaget i foråret 2009, blev bl.a. mellemskatten afskaffet, topskattegrænsen hævet, skatteloftet sænket til 51½ pct og værdien af rente- og ligningsmæssige fradrag gradvis reduceret med 8 %.

### Skattereform 2012
I skattereformen 2012 blev bl.a. beskæftigelsesfradraget og topskattegrænsen hævet, kapitalpensionen erstattet af en ny aldersopsparing og en række afgifter hævet. Finansieringen sker bl.a. ved at reducere stigningstakten i en række overførselsindkomster.

### Skattereform 2018: Aftale om lavere skat på arbejde og højere fradrag på pensionsindbetalinger
Denne skattereform, der blev vedtaget i 2018, betød bl.a. forhøjelser af beskæftigelsesfradraget, afskaffelse af sundhedsbidraget, afskaffelse af udligningsskatten på pension, forhøjet fradrag på pensionsindbetalinger, indførelse af et jobfradrag for de lavestlønnede, afskaffelse af nogle forskellige afgifter, bundskatten sænket med 0,02 %, og forhøjelser af topskattegrænsen.

### Skattereform 2023
I december 2023 blev indgået en ny skattereform, der bl.a. vil indebære en gradvis forhøjelse af beskæftigelsesfradraget fra 2025, så satsen stiger fra 10,65 % til 12,75 % og det maksimale fradrag forhøjes fra 44.800 kr. til 56.200 kr. i 2023-niveau. Det særlige beskæftigelsesfradrag til enlige forsørgere forhøjes ligeledes.
Derudover vil den nuværende topskat på 15 pct. fra 2026 blive afløst af en ny mellemskat på 7,5 pct. for indkomster over 618.400 kr. og en ny topskat på yderligere 7,5 pct. for indkomster over 750.000 kr. (begge beløb i 2023-niveau før arbejdsmarkedsbidrag). I praksis betyder det altså, at topskatten bliver halveret for indkomst i intervallet mellem de to indkomstniveauer. Endelig indføres ligeledes fra 2026 en ny eksta topskat – en såkaldt toptopskat – på 5 % for indkomst over 2,5 mio. kr. før AM-bidrag.
Desuden bliver bundfradraget i boafgiften hævet gradvist fra 321.700 kr. i 2026 til 375.000 kr. frem til 2029, og fra 2027 afskaffes tillægsafgiften på arv til søskende. Den såkaldte seniorpræmie vil blive forhøjet og et ekstra beskæftigelsesfradrag til personer i beskæftigelse i to år efter folkepensionsalderen indført.